# Potenziati
I potenziati nell'universo fantascientifico di Star Trek sono un gruppo di superuomini modificati geneticamente. Appaiono nella serie classica, episodio Spazio profondo (Space Seed), in un episodio in tre parti della serie Star Trek - Enterprise, e nei film Star Trek II - L'ira di Khan (1982) e Into Darkness - Star Trek (2013).

## Descrizione
Nella cronologia di Star Trek, i Potenziati nascono nel 1960 come risultato del Progetto Crisalide che cercava di perfezionare la razza umana attraverso le ricerche sulla guerra biologica. Gli scienziati avevano perciò creato una specie di superuomini mentalmente e psicologicamente superiori, più forti, con un'efficienza polmonare e cardiaca maggiore del 50% rispetto a quella normale e un quoziente intellettivo doppio rispetto a quello umano.
Ciò che però gli scienziati non avevano previsto era che la creazione di una razza superiore avrebbe anche significato la creazione di un'ambizione altrettanto grande: i superuomini infatti credevano che le superiori capacità da essi possedute dessero loro anche il diritto di governare sul resto dell'umanità. 
Nel 1992 un gruppo di Potenziati aveva preso simultaneamente il potere in più di 40 nazioni. Tuttavia, avendo tutti la stessa ambizione di governare l'intero pianeta, iniziarono a combattersi tra di loro. Ciò provocò le Guerre Eugenetiche (talvolta chiamate "le guerre del Terzo mondo" perché iniziate principalmente nei paesi del Terzo mondo e da non confondersi con la terza guerra mondiale), che terminarono solo nel 1996, quando un gruppo di ribelli riuscì a riprendere il controllo della situazione e condannò alla pena capitale la maggior parte dei superuomini.
Alcuni di loro, seguaci di Khan Noonien Singh vengono in seguito condannati al confino su Ceti Alpha V, dove trovano la morte.
In contemporanea con l'uscita del film Into Darkness - Star Trek (in cui Khan ricompare di nuovo come antagonista), venne pubblicata una miniserie a fumetti in 4 numeri nella quale Khan, sotto processo davanti al tribunale della flotta stellare, narra gli eventi della creazione dei potenziati e delle guerre eugeniche; alla fine, viene messo in stasi ed esiliato con i suoi simili su un remoto asteroide (riallacciandosi alla trama della serie originale).
Ai potenziati e alle guerre eugenetiche si accenna nell'episodio Ghosts of Illyria, della serie televisiva Star Trek: Strange New Worlds, in quanto Una Chin-Riley è una Illyriana potenziata e La'an Noonien-Singh è una lontana discendente di Khan Noonien Singh. In un episodio della seconda stagione di Strange New Worlds, con uno stratagemma narrativo la produzione ha spostato in avanti di trent'anni le guerre eugenetiche, allineando la continuity del franchise alla storia reale.